# Crisi humanitària
Una crisi humanitària (o desastre humanitari) es defineix com un esdeveniment singular o una sèrie d'esdeveniments que amenacen la salut, la seguretat o el benestar d'una comunitat o un gran grup de persones. Pot ser un conflicte intern o extern i generalment es produeix en una gran àrea terrestre. Les respostes locals, nacionals i internacionals són necessàries en aquests esdeveniments.
Cada crisi humanitària és causada per diferents factors i, per tant, cada crisi humanitària és diferent i requereix una resposta única dirigida als sectors específics afectats. Això pot provocar danys a curt o llarg termini. Les crisis humanitàries poden ser desastres naturals, desastres causats per l'home o emergències complexes. En aquests casos, es produeixen emergències complexes com a resultat de diversos factors o esdeveniments que impedeixen que un gran grup de persones accedeixi a les seves necessitats fonamentals, com ara aliments, aigua neta o protecció segura.
Alguns exemples de crisis humanitàries són els conflictes armats, les epidèmies, la fam, els desastres naturals i altres urgències importants. Si aquesta crisi provoca grans moviments de persones, també podria esdevenir una crisi de refugiats. Per aquestes raons, sovint les crisis humanitàries estan interconnectades i llavors diverses agències nacionals i internacionals tenen un paper en les repercussions de les incidències.